# Miss Bahia 2017
Miss Bahia 2017 foi a 63ª edição do tradicional concurso de beleza feminina de Miss Bahia, válido para o certame nacional de Miss Brasil 2017, único caminho para o Miss Universo. O concurso contou com a participação de vinte (20) candidatas em busca do título que pertencia à modelo soteropolitana Victória Esteves. O concurso, que nos últimos anos tinha sido com ampla divulgação e com telespectadores e platéia, se realizou no dia 20 de abril em uma cerimônia privada no "Yacht Clube da Bahia" apenas para convidados. A vitoriosa foi divulgada ao vivo pelo programa "Band Cidade" da Band Bahia, esta foi Caroline Oliveira de Camaçari.

## Resultados

### Colocações
| Posição    | Município e Candidata                                           |
| Vencedora  | - Camaçari - Caroline Oliveira                                  |
| 2º. Lugar  | - Irecê - Emili Seixas                                          |
| 3º. Lugar  | - Juazeiro - Clara Carvalho                                     |
| Finalistas | - Amargosa - Larisse Garrido - Lauro de Freitas - Bruna Tavares |

### Ordem do Anúncio

#### Top 03
1. Irecê
2. Juazeiro
3. Camaçari

## Candidatas
Disputaram o título este ano:
| - Amargosa - Larisse Garrido - Camaçari - Caroline Oliveira - Chapada Diamantina - Priscila Trabuco - Conceição do Coité - Sabrina Barbosa - Dias d'Ávila - Sara Santana - Feira de Santana - Carolina Lima - Ilhéus - Gabriela Moreira - Irecê - Emili Seixas - Itaberaba - Vanessa Sodré - Itabuna - Alessandra Nóbrega | - Juazeiro - Clara Carvalho - Lauro de Freitas - Bruna Tavares - Luís Eduardo Magalhães - Taine Lacerda - Madre de Deus - Natália Santana - Mata de São João - Ayana Amorim - Porto Seguro - Nayara Marques - Salvador - Jaqueline Santos - Santo Amaro - Juliane Calixto - Seabra - Carla Souza - Tucano - Júlia Mascarenhas |

## Crossovers
Candidatas em outros concursos:
Miss Bahia
- 2013: Itabuna - Alessandra Nóbrega (3º. Lugar)
  - (Representando o município de Itabuna)
- 2013: Juazeiro - Clara Carvalho (5º. Lugar)
  - (Representando o município de Barra)
- 2016: Camaçari - Caroline Oliveira (2º. Lugar)
  - (Representando o município de Camaçari)
- 2016: Juazeiro - Clara Carvalho (Top 10)
  - (Representando o município de Juazeiro)